# 변천사
변천사(邊천사, 1987년 11월 23일~)는 대한민국의 전 여자 쇼트트랙 선수다.
신목고등학교 재학 시절 대한민국 국가대표로 뽑혔으며, 2004년 스웨덴 예테보리 세계 쇼트트랙 선수권 대회 3000m 슈퍼파이널에서 금메달을 따며, 종합 3위에 올랐다. 2006년 이탈리아 토리노 동계올림픽에 참가하여 3000m 계주에서 금메달을 획득했다.

## 학력
- 리라초등학교
- 목일중학교
- 신목고등학교
- 한국체육대학교